# Galeandra barbata
Galeandra barbata är en orkidéart som beskrevs av Lem.. Galeandra barbata ingår i släktet Galeandra och familjen orkidéer. Inga underarter finns listade i Catalogue of Life.